# Bande dessinée espagnole

Marilló, comics espagnol.

La bande dessinée espagnole a une tradition parmi les plus importantes en Europe[réf. nécessaire]. Le terme généralement utilisé en Espagne pour désigner les bandes dessinées est historieta ou cómic, avec le mot tebeo utilisé à l’origine pour désigner les journaux sur le médium.

## Origine et définition
Ce terme tebeo est une transformation phonétique du nom de la revue TBO, « Te Be O » te veo (je te vois).
Et bien que d'autres revues existent, le nom est resté comme un nom générique pour les bandes dessinées espagnoles.
Dans TBO apparaît El profesor Franz de Copenhague.
Les bandes dessinées d'aventure furent assez populaires dans les années 1950 à 1970.
À la différence des super-héros nord-américains, les héros prétendaient être historiques.
D'autres revues dédiées à l'humour apparurent comme Pulgarcito et Lily (plutôt destinée aux filles).
Le tebeo espagnol occupe à cette époque une place d'honneur, car il est accessible à tous les portefeuilles dans ces temps de disette.

## Histoire
Dès 1944 El Guerrero del Antifaz (le guerrier masqué) créé par Manuel Gago fut édité par Editorial Valenciana, et en 1956 naît El Capitán Trueno, paladin de la justice, défenseur des plus faibles.
Un autre personnage fait son apparition El Corsario de Hierro (le corsaire de fer). Il fut publié pendant vingt-deux ans, jusqu'en 1966.
Après la guerre civile espagnole l'assignation des coupons pour papier de presse exerçait un fort contrôle sur les maisons d'édition, ce qui ne favorisait pas la propagation des bandes dessinées humoristiques
Avec la création en 1947 de la direction générale de la presse, Rafael González donne un nouvel élan, avec la revue Pulgarcito née en 1921.
Avec les nouvelles normes, Pulgarcito paraît sous forme périodique et apporte une nouvelle manière de faire les tebeos en remplissant ses pages d'anti-héros qui défient avec un style mordant et satirique la réalité du pays.
Comme le reporter Tribulete, Escobar créera Carpanta, Zipi y Zape, Manuel Vázquez créera Las hermanas Gilda et La familia Cebolleta.
En 1951 apparaît DDT, revue humoristique pour adultes.
En 1955 se crée une collaboration entre Cifré, Conti, Escobar, Giner, et Peñarroya, qui lance Tío Vivo, racheté cinq ans plus tard par Bruguera.
Dans les années 1960 s'amorce une décadence du tebeo due à des changements dans les modes de vie et à une censure plus restrictive.
Les tebeos se font moins critiques. C'est alors qu'apparaissent de nouveaux auteurs tels que Raf, Gin, Figueras, et spécialement Francisco Ibañez (1936), créateur en 1958 des immortels Mortadelo y Filemón (agence d'information).
En janvier 1969 paraît Gran Pulgarcito qui – bien qu'il n'ait duré que deux ans, jusqu'en mai 1970 – suppose un changement fondamental de la ligne éditoriale Bruguera, abandonnant les petites histoires d'une à deux pages maximum en passant à plusieurs pages. Ce format se maintiendra ultérieurement dans toutes les revues.
De la vieille garde, celui qui s'adaptera le mieux aux nouvelles méthodes sera Manuel Vázquez, qui passera du vieux style critique à un autre plus personnel et irréel comme dans Anacleto, parodie de James Bond, ou Angelito, un gamin terrible.
Plus tard apparaissent d'autres revues dans le style de Super Mortadelo. Parmi les nouveaux personnages on retiendra Superlópez de Jan, le « Superman à l'espagnole ».
Bien que jouissant d’une renommée limitée, le tebeo résiste face au manga sur le territoire espagnol grâce à Mortadelo y Filemón, Goomer ou Mot.